# Лохид (острво)
Острво Лохид (енгл. Lougheed Island) је једно од острва у канадском арктичком архипелагу. Острво је у саставу територије Нунавут у североисточној Канади. Налази се између острва Мелвил и Елеф Рингнес.
Површина износи 1308 km².
Острво је ненасељено.

## Историја
Открила га је 1916. експедиција Вилхјалмура Стефансона (Vilhjalmur Stefansson).
Године 1994, привремена осматрачница Земљиног магнетског поља подигнута је на острву.